# دوسگ‌دندان‌واران
دوسگ‌دندان‌واران (نام علمی: ') نام یک بالاخانواده از راسته ددکاوان است.